# 凯瑟琳·毕格罗
凱薩琳·安·畢格羅（Kathryn Ann Bigelow，1951年11月27日—），生于美国加州，美国电影导演，首位奥斯卡最佳导演奖女性得主。
她主要执导科幻、动作和恐怖题材的影片。其最近的两部作品《拆弹部队》和《刺杀本·拉登》获得了广泛好评，凱撒琳·安·畢格蘿凭借前者在奥斯卡奖上击败其前夫詹姆斯·卡梅隆执导的卖座大片《阿凡达》，夺得最佳影片和最佳导演等多项大奖。她是史上第4位入圍奧斯卡最佳導演獎的女導演（另外3位分別是1976年執導《七美人》（Seven Beauties）的麗娜·維爾特米勒（Lina Wertmüller）、1993年執導《鋼琴師與她的情人》的紐西蘭導演珍·康萍與2003年執導《愛情，不用翻譯》的蘇菲亞·柯波拉），亦是首位奪得該項殊榮的女性導演。

## 早年
凱撒琳·安·畢格蘿在1951年11月出生於美國加利福尼亞州聖卡洛斯（San Carlos），父母為油漆工廠經理及圖書館管理員，也是獨生女。她後來在紐約惠特尼美術館擔任畫家的弟子，並因此首次接觸到電影藝術。畢格蘿在哥倫比亞大學參加研究所電影製作課程，取得碩士學位，並藉此學習電影理論及評論，她的學習對象包括維托·阿肯錫與蘇珊·桑塔格等人。畢格蘿也跟著名的概念藝術者勞倫斯·威納（Lawrence Weiner）及藝術暨語言團體（Art & Language）一起合作。她也曾在加州藝術學院（California Institute of the Arts）擔任教職。

## 導演生涯

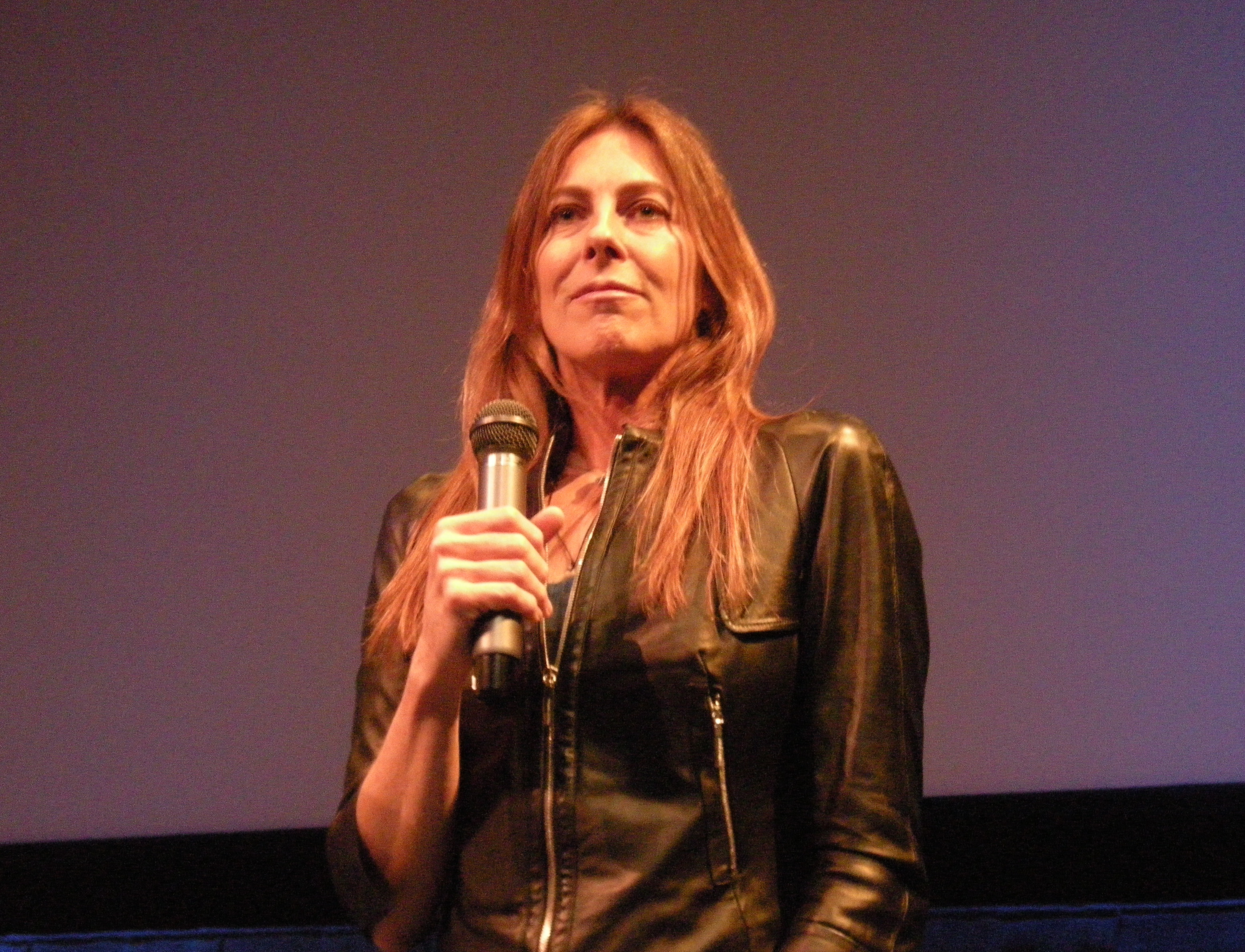
畢格蘿出席2009年西雅圖國際電影節上台致詞。

畢格蘿首部作品《The Set-Up》（1978年）是一部探討暴力的20分鐘影片，劇情描述2個男人（其中一位由蓋瑞·巴辛飾演）互相攻擊。她執導的首部劇情長片則是《The Loveless》（1982年），當時蒙地·蒙哥馬利則擔任聯合導演。她稍後執導了《血屍夜》（Near Dark，1987年），並與艾力克·瑞德（Eric Red）共同編寫劇本。《藍天使》（Blue Steel，1990年）則描述一位菜鳥警察（潔美·李·寇蒂斯飾演）被一位精神偏執狂殺手（朗·西佛（Ron Silver）所飾演）跟蹤的故事。

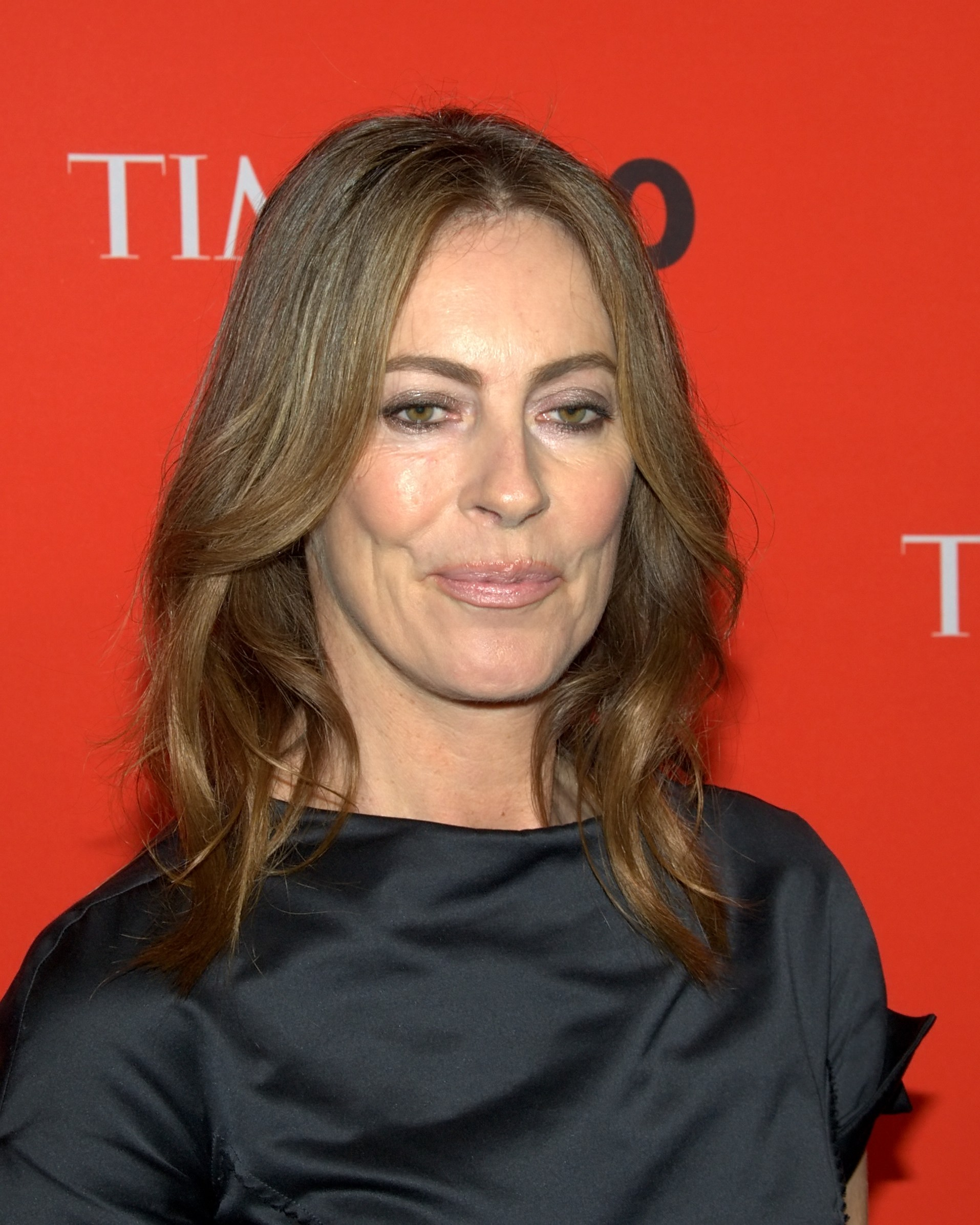
畢格蘿出席2010年時代百大人物盛會。

畢格蘿下一部電影則是《驚爆點》（Point Break，1991年），劇情描述一位FBI探員（基努·李維飾演）企圖追捕一組由柏迪（派屈克·史威茲主演）這位衝浪愛好者率領的武裝銀行搶匪，他們會戴著歷代美國總統面罩來搶劫。
《Strange Days》（1995年）這部電影是由畢格羅的前夫詹姆斯·卡麥隆來製作及編劇。雖然這部電影被廣泛的宣傳，並具有迎合潮流的超現實主義風格，但是仍未吸引大部分的觀眾目光。她在2000年根據艾妮塔·雪佛瑞（Anita Shreve）小說《水之重》創作《魔鬼遊戲》（The Weight of Water）這部電影，劇情描述一名記者（凱薩琳·麥高梅飾演）追查一宗謀殺案的故事。這部電影與畢格蘿之前執導的電影不同，缺乏動作鏡頭及賣弄攝影技術的畫面，顯示她的電影風格有所改變。
她在2002年執導的《K-19》則是描述蘇聯K-19號潛艇在1961年發生的一次核泄漏事故，並由哈里遜·福特等人所主演。雖然這部電影廣為宣傳，但是票房仍然相當的差，遭遇到商業上的失敗。《K-19》在Metacritic上的分數也只有58分，獲得影評人較為分歧的評論。
畢格蘿在2008年导演的電影是《危機倒數》（The Hurt Locker），劇情背景為美軍佔領伊拉克。《危機倒數》得到廣泛的讚譽（根據Metacritic的資料），並在爛蕃茄上獲得97%的正面評價。這部電影由布萊恩·傑瑞提（Brian Geraghty）、傑瑞米·雷納（Jeremy Renner）、安東尼·麥凱（Anthony Mackie）、蓋·皮爾斯（Guy Pearce）及雷夫·范恩斯所主演。畢格蘿也因此入圍金球獎最佳導演獎，並獲得美國導演工會獎最佳導演，成為首位獲得該獎項的女導演。其後，她於第82屆奧斯卡金像獎再下一城，奪得最佳導演獎。
2012年作品《00:30凌晨密令》讲述一位叫Maya的CIA女探员花费12年的时间寻找本拉登的藏身之处，美军最终将本拉登成功击毙的真实故事。该片在主流网站上的评价大多数为正面评价。值得一提的是，该片为了政治避嫌特意推迟上映。而美国联邦政府也控告该影片涉嫌窃取国家机密。

## 电影作品
| 年份   | 影片                                  | 身份 | 身份   | 身份 | 身份 | 角色     |
| 年份   | 影片                                  | 导演 | 制片人 | 编剧 | 演员 | 角色     |
| ------ | ------------------------------------- | ---- | ------ | ---- | ---- | -------- |
| 1982年 | 《無情》（The Loveless）              | 是   |        | 是   |      | 不適用   |
| 1983年 | 《火焰中诞生》（Born in Flames）      |      |        |      | 是   | 报社编辑 |
| 1987年 | 《血尸夜》（Near Dark）               | 是   |        | 是   |      | 不適用   |
| 1990年 | 《藍天使》（Blue Steel）              | 是   |        | 是   |      | 不適用   |
| 1991年 | 《惊爆点》（Point Break）             | 是   |        |      |      | 不適用   |
| 1995年 | 《21世紀的前一天》（Strange Days）    | 是   |        |      |      | 不適用   |
| 2000年 | 《魔鬼游戏》（The Weight of Water）   | 是   |        |      |      | 不適用   |
| 2002年 | 《K-19》（K-19: The Widowmaker）      | 是   | 是     |      |      | 不適用   |
| 2009年 | 《危機倒數》（The Hurt Locker）       | 是   | 是     |      |      | 不適用   |
| 2012年 | 《00:30凌晨密令》（Zero Dark Thirty） | 是   | 是     |      |      | 不適用   |
| 2014年 | Last Days                             | 是   |        |      |      | 不適用   |
| 2017年 | 《底特律》（Detroit）                 | 是   | 是     |      |      | 不適用   |
| 2025年 | 《炸裂白宫》（A House of Dynamite）   | 是   | 是     |      |      | 不適用   |

## 获奖与荣誉
- 《拆弹部队》(2010) - 第82屆奧斯卡金像獎最佳影片
- 《拆弹部队》(2010) - 第82屆奧斯卡金像獎最佳導演
- 《拆弹部队》(2009) - 广播影评人协会奖最佳影片
- 《拆弹部队》(2009) - 广播影评人协会奖最佳导演
- 《拆弹部队》(2009) - 芝加哥影评人协会奖最佳导演
- 《拆弹部队》(2009) - 西雅图国际电影节金空针奖--最佳导演
- 《拆弹部队》(2009) - 好莱坞电影节 - 最佳导演
- 《拆弹部队》(2009) - ShoWest Convention, U.S.A. "Triump Award" - Outstanding Direction
- 《拆弹部队》(2009) - 威尼斯电影节 - SIGNIS Grand Prize - 最佳影片
- 《拆弹部队》(2009) - 威尼斯电影节 - Human Rights Film Network Award - 最佳影片
- 《拆弹部队》(2009) - 威尼斯电影节 - Arca Young Cinema Award - Best Film Venezia 65
- 《拆弹部队》(2009) - 威尼斯电影节 - Sergio Trasatti Award - 最佳影片
- 《拆弹部队》(2009) - 华盛顿特区影评人协会奖最佳导演
- 《拆弹部队》(2009) - 金卫星奖最佳导演
- 《拆弹部队》(2009) - 金卫星奖最佳影片
- 《末世纪暴潮》 (1996) - 美国科幻和恐怖电影学院土星奖 - 最佳导演
- 《血尸夜》 (1988) - 布鲁塞尔国际电影节 - 银鸦奖
- 《血尸夜》 (1988) - 美国科幻和恐怖电影学院 - 最佳导演提名[8]